# Cactus Crandall
Pour plus de détails, voir Fiche technique et Distribution.
Cactus Crandall est un film américain réalisé par Clifford Smith, sorti en 1918.

## Synopsis
"Cactus" Bob Crandall, en se réveillant, se rend compte que son contremaître et son bétail ne sont pas là. Il se rend alors au Mexique en traversant le Río Grande, pour essayer d'en trouver la raison. Il y découvre qu'Helen Ware et son père, deux Américains, sont retenus prisonniers par Mendoza et sa bande. Il arrive à les faire évader à l'aide de Carter, un de ses amis, et retourne avec eux à son ranch, les bandits à ses trousses. Au cours de la bataille qui s'ensuit, Mendoza arrive à entrer dans la maison et à faire sortir Helen, mais Cactus les rattrape et tue Mendoza. Peu après, le contremaître arrive avec le troupeau et explique qu'ils ont été retardés par une débandade.

## Fiche technique
- Titre original : Cactus Crandall
- Réalisation : Clifford Smith
- Scénario : George Elwood Jenks, d'après une histoire de Roy Stewart
- Photographie : Stephen Rounds
- Société de production : Triangle Film Corporation
- Société de distribution : Triangle Distributing Corporation
- Pays de production :  États-Unis
- Langue originale : anglais
- Format : noir et blanc — 35 mm — 1,37:1 — Film muet
- Genre : Western
- Durée : 50 minutes (5 bobines)
- Date de sortie : 
  - États-Unis : 11 août 1918
- Licence : Domaine public

## Distribution
- Roy Stewart : "Cactus" Bob Crandall
- Marion Marvin : Helen Ware
- Pete Morrison : Carter
- William Ellingford : le père d'Helen
- Joe Rickson : Mendoza